# Fernico
Fernico stellt eine Gruppe von mehreren geringfügig verschiedenen Legierungen aus Eisen (Fe), Nickel (Ni) und Cobalt (Co) dar, die über einen weiten Temperaturbereich eine ähnliche geringe Wärmeausdehnung wie das technisch genutzte Borosilikatglas aufweisen. Fernico wird unter anderem dazu verwendet, die elektrischen Anschlüsse in den evakuierten Glaskolben von Elektronenröhren zu realisieren. Bei der Verwendung von Metallen mit einem zu Glas deutlich unterschiedlichen Wärmeausdehnungsverhalten käme es sonst bei Temperaturänderungen im Grenzbereich zwischen metallischer Durchführung und Glaskörper zu Rissen und damit zu einem unerwünschten Lufteintritt in die Elektronenröhre.

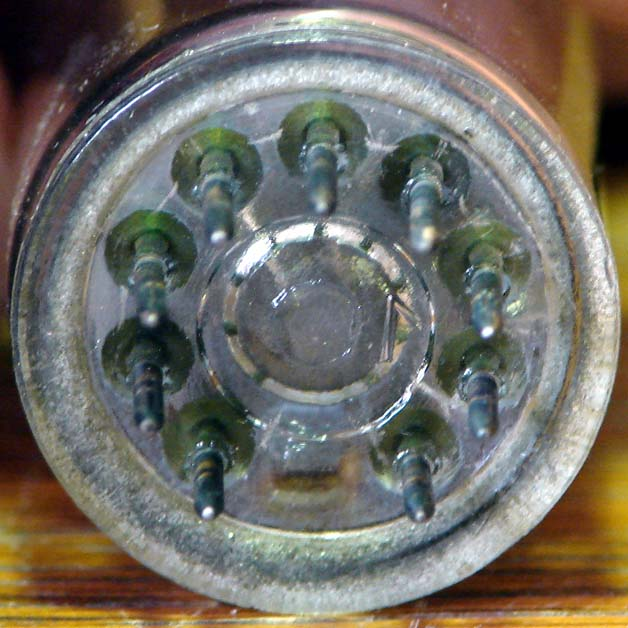
Sockel einer Elektronenröhre mit elektrischen Kontakten. Die Durchführungshülsen der Kontaktstifte durch den Glasboden der Röhre bestehen aus Fernico.

Die Bezeichnung Fernico stellt bis auf den Buchstaben „R“ die chemische Bezeichnungen der Legierungsbestandteile dar und war ursprünglich ein Markenname der General Electric Company.
Es werden zwei Formen dieser Legierung genutzt, in Gewichtsprozent besitzen die Legierungen folgende Anteile:
| Typ        | Fe     | Ni   | Co   |
| ---------- | ------ | ---- | ---- |
| FerNiCo I  | 53,8 % | 29 % | 17 % |
| FerNiCo II | 54 %   | 28 % | 18 % |

Beide Legierungen haben einen ähnlichen Wärmeausdehnungskoeffizienten von ca. 5 × 10−6 K−1  und weisen auch permanentmagnetische Eigenschaften auf. Sie werden aber aufgrund besserer Alternativen kaum als Dauermagnetwerkstoff genutzt.
FerNiCo I wird auch als Kovar bezeichnet. Daneben existieren weitere Speziallegierungen mit ähnlichen Anwendungsbereich wie Cunife, welche auf Kupfer als Hauptbestandteil und Nickel und Eisen basieren.

## Geschichte
In den USA entwickelte der Forscher Albert W. Hull Anfang 1930 eine Legierung aus Eisen (Fe), Nickel (Ni) und Cobalt (Co) mit einer sehr geringen Wärmeausdehnung. Es wurde benötigt, um die metallischen Anschlüsse von Röhren ohne Bruchgefahr bei thermischer Belastung durch Glas hindurchführen zu können. Er nannte diese Legierung unter Verwendung der Abkürzungen der Legierungsmetalle Fernico. Bei der weiteren Erforschung des Materials bei General Electric Company wurde dann erkannt, dass Fernico gewisse weichmagnetische Eigenschaften besitzt. Es wurde daraufhin auch als Magnetkern für Induktivitäten eingesetzt.